# 崔英健
崔 英健（チェ・ヨンゴン、朝鮮語: 최영건、1951年12月11日 - 2015年5月）は、朝鮮民主主義人民共和国の政治家。内閣副総理、南北経済協力推進委員会委員長、建設建材工業副相などを歴任。

## 経歴
1951年に江原道川内郡で生まれた。金策工業大学卒業。1983年に金属工業部の責任指導員、1995年に建材工業部局長、1997年に建材工業部副部長に就任した。1998年7月に建設建材工業副相に就任し、9月に最高人民会議第10期代議員に選出された。2003年から2004年に開催された南北閣僚級会談に参加し、南北経済協力等について議論した。2003年11月6日に開催された南北経済協力推進委員会の委員長に就任し、2005年まで務めた。2005年6月にはソウルを訪問した。2014年3月に最高人民会議第13期代議員に選出され、同年6月19日に内閣副総理に任命された。
2015年8月12日に聯合ニュースによって、同年5月に金正恩第一書記が推進する山林緑化政策に不満を示したため、処刑されたと報道された。